# Musée du Samnium
Le musée du Samnium (italien : museo del Sannio), à Bénévent, rassemble des témoignages historiques de toutes les époques concernant la région. Il est divisé en quatre départements : archéologie, études médiévales, art et histoire. 
Les trois premiers sont placés dans le cloître de l'église Sainte Sophie, le dernier dans la tour de la Rocca dei Rettori. En outre, depuis 1981, le musée s'est vu confier l'église Sant'Ilario a Port'Aurea, qui sert de musée vidéo de l'arc de Trajan.
Le musée comprend une bibliothèque spécialisée et un laboratoire d'analyse et de restauration.

## Historique du musée

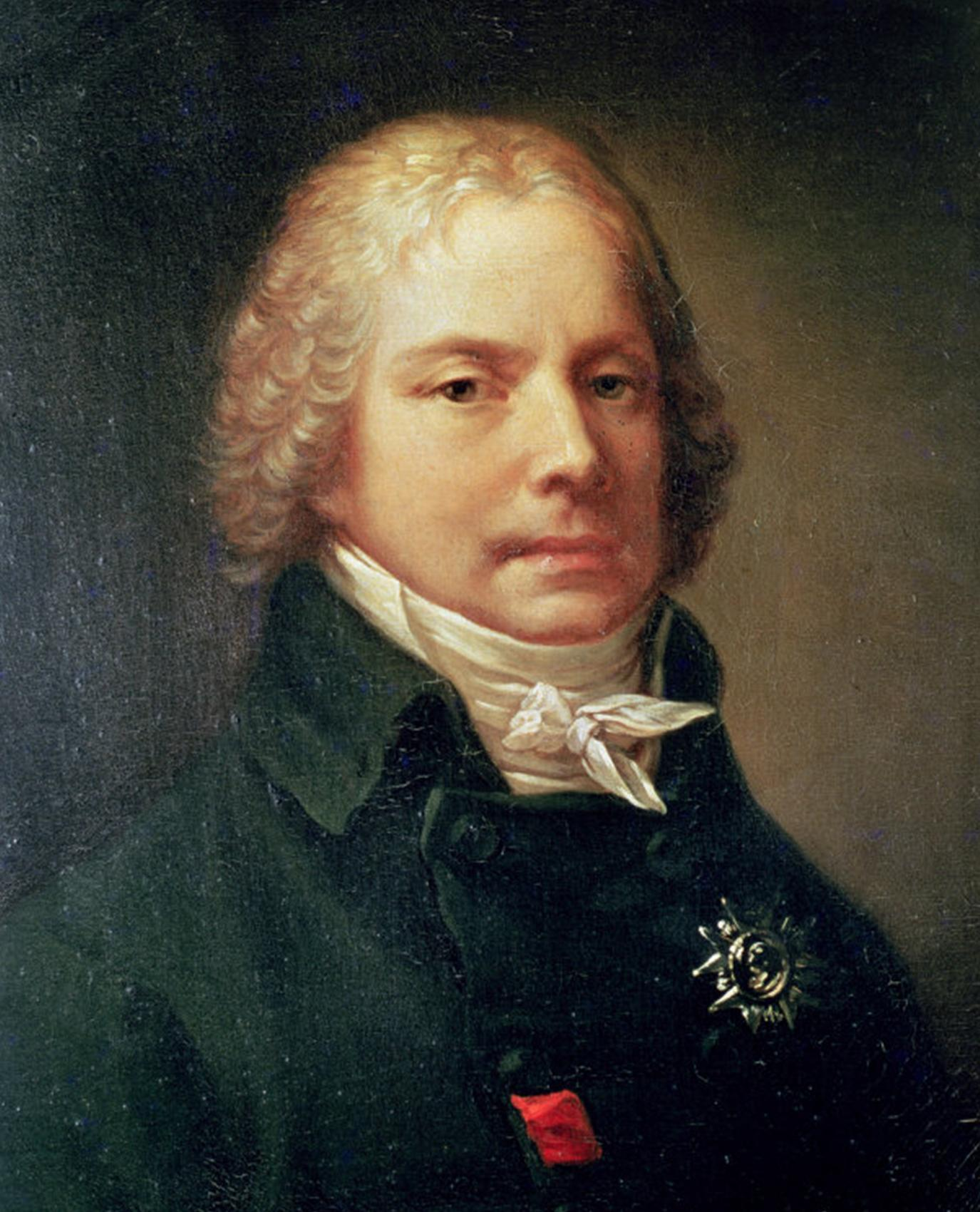
Talleyrand, prince de Bénévent, fondateur du premier musée municipal.

Le premier noyau de l'actuel musée du Samnium était un musée archéologique municipal fondé en 1806 par Talleyrand, alors prince de Bénévent, dans l'ancienne maison des Jésuites.
Après la Restauration, l'édifice est rendu à la Compagnie de Jésus, qui y rouvre son collège, sans toutefois disperser le matériel archéologique qui y avait été recueilli.
En 1873, la province décide la création du musée du Samnium, afin de rassembler les objets archéologiques conservés au Collège des Jésuites, en achetant également des œuvres en possession privée et d'autres objets intéressant la région.

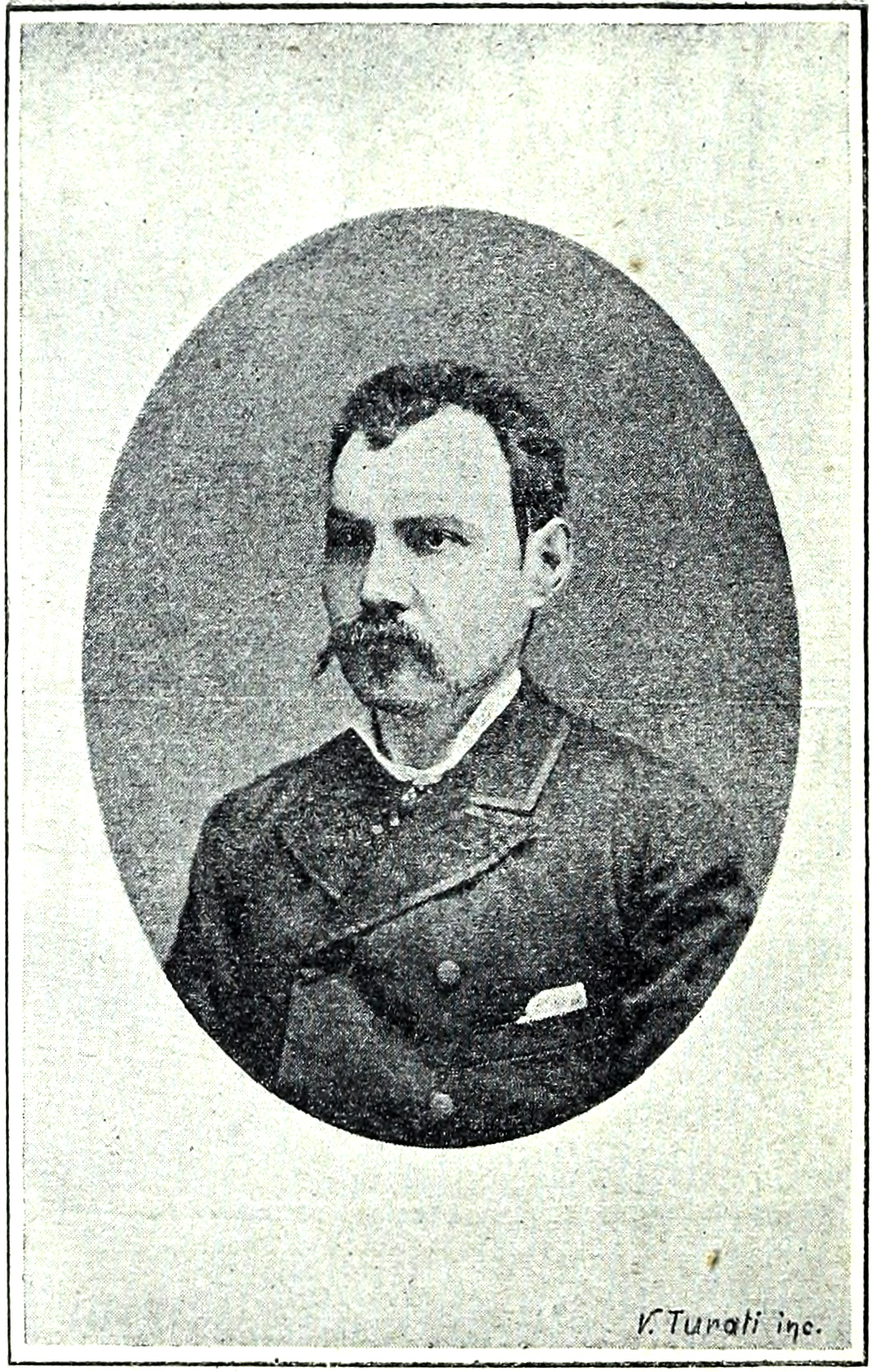
Almerico Meomartini, architecte et archéologue, premier directeur du musée du Samnium en 1893.

En 1893, alors qu'il supervisait la restauration de la Rocca dei Rettori, l'architecte et archéologue Almerico Meomartini choisit le bâtiment comme siège officiel du musée et en devint le premier directeur.
Les collections ont ensuite été transférées en 1929 au complexe monumental de Santa Sofia, acheté par l'administration provinciale comme nouvel emplacement pour le musée et pour les archives historiques et la bibliothèque, tandis que la section historique restait à la Rocca.
Après la Seconde Guerre mondiale, le matériel a considérablement augmenté en raison des découvertes faites lors du déblaiement des décombres causés par les bombardements. Au début des années soixante, Mario Rotili réorganise le musée selon des critères modernes. En 1973, Elio Galasso agrandit le musée et inaugure un programme de recherche qui fait du musée un exemple national. Galasso a ouvert le musée à la culture contemporaine et a fait de l'institut un centre culturel aux multiples facettes, accueillant régulièrement des revues musicales (surtout des concerts de piano), des expositions et des conférences. En 1999, des travaux de restauration ont été menés au musée et au cloître de Santa Sofia.

## Collections

### Section archéologique

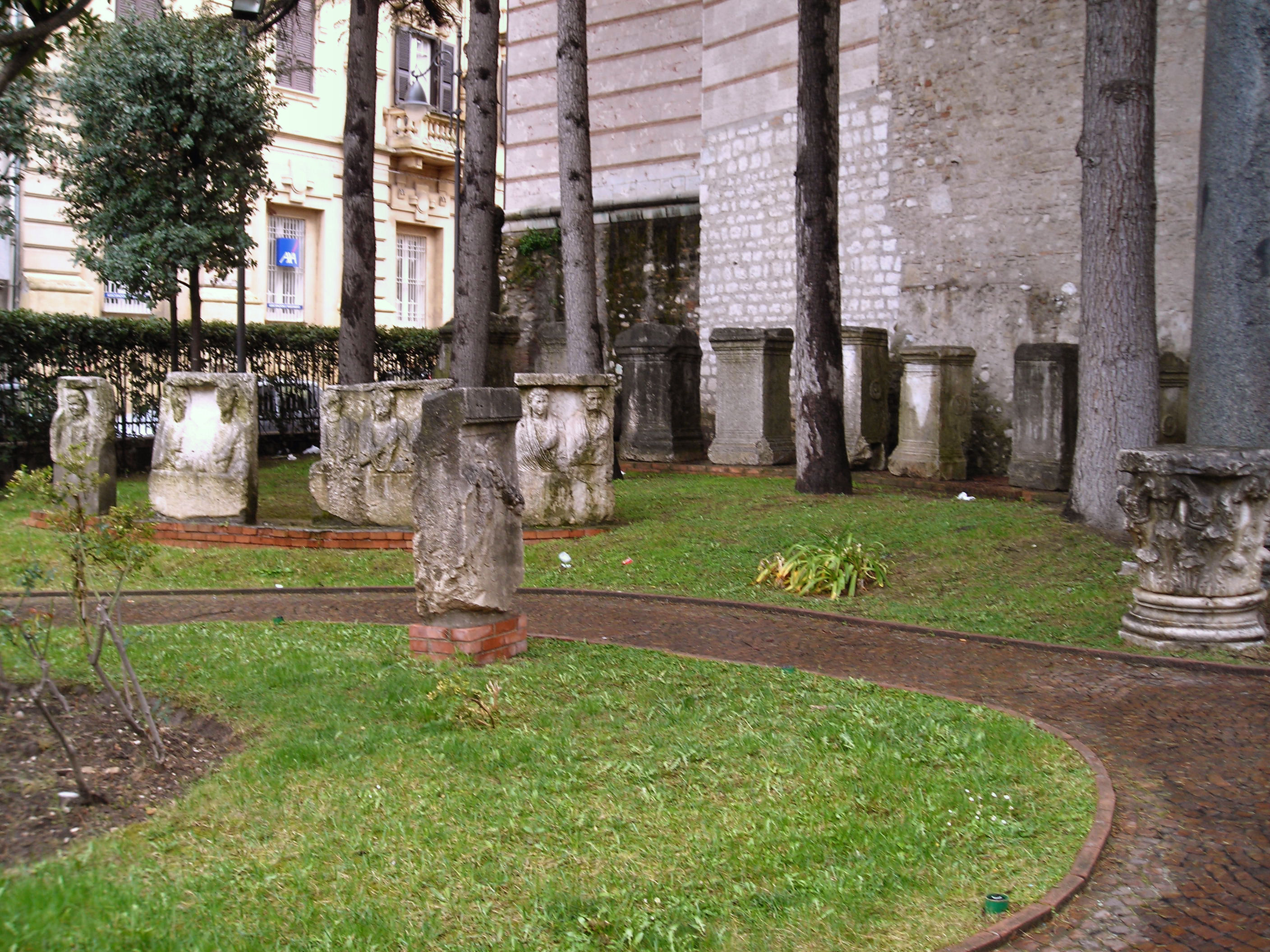
Jardin et musée lapidaire.

La section archéologique est située au rez-de-chaussée du cloître de l'église Santa Sofia, qui s'ouvre dans le jardin sur un musée lapidaire.
À l'intérieur sont présentées des découvertes depuis le Paléolithique, provenant du territoire provincial, ainsi que des terres cuites et céramiques des villes samnites de Caudium et Telesia, à côté d'œuvres de Daunia et de la Grande-Grèce, du VIIIe – IVe siècles av. J.-C..
En outre, il existe des copies romaines de statues grecques (dont le Doryphore de Polyclète), des statues hellénistico -romaines, ainsi que des statues de l'empereur Trajan et de sa femme Plotine et des reliefs sur le thème des gladiateurs.

### Salle d'Isis
Les vestiges et objets du temple d'Isis de Bénévent sont exposés dans la salle d'Isis, située dans une aile moderne du musée, conçue en 1999 par les architectes Ezio De Felice, Eirene Sbriziolo et Roberto Fedele. Là sont rassemblés des artefacts égyptiens et néo-égyptiens du temple d'Isis de Bénévent, construit par Domitien. Parmi ceux-ci, des statues de prêtres, de l'empereur lui-même, des figures de divinités, des faucons, des lions, et des vestiges d'un obélisque du temple.
Au début du XXIe siècle, les objets de la salle d'Isis ont été transférés, au moins provisoirement, dans des salles du bâtiment de la Préfecture, situées à proximité.

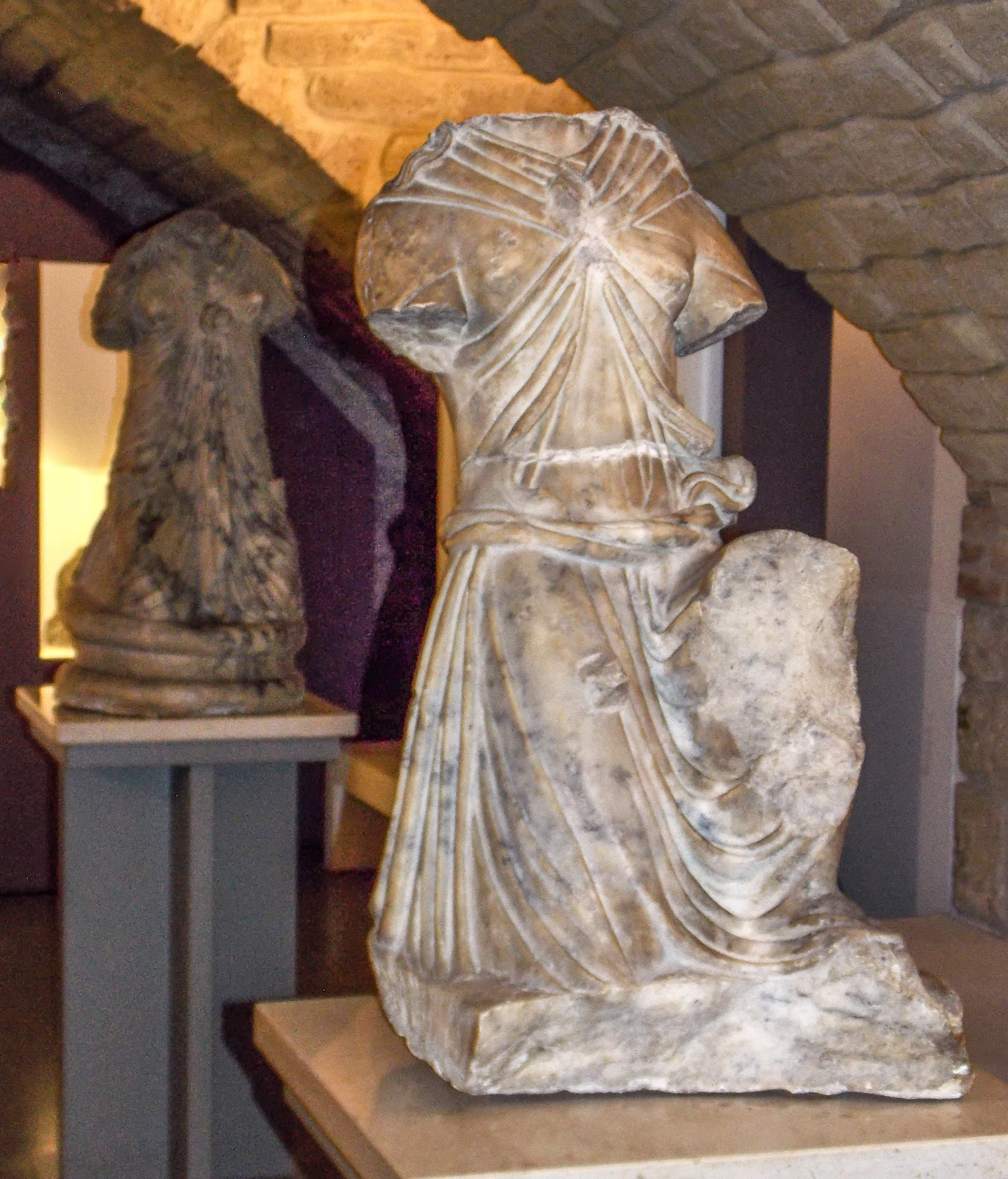
Prêtre du culte isiaque.
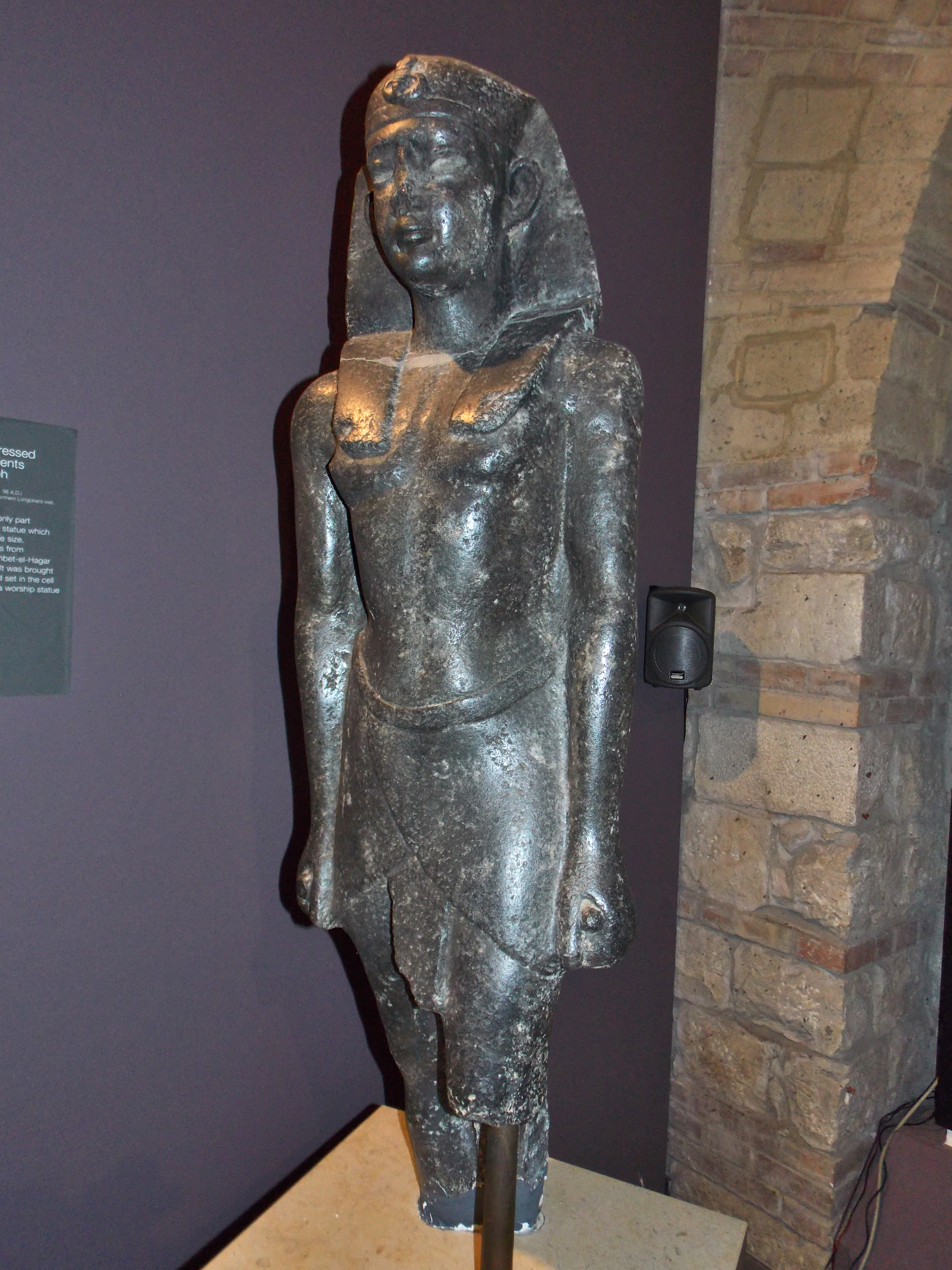
L'empereur Domitien représenté en pharaon.
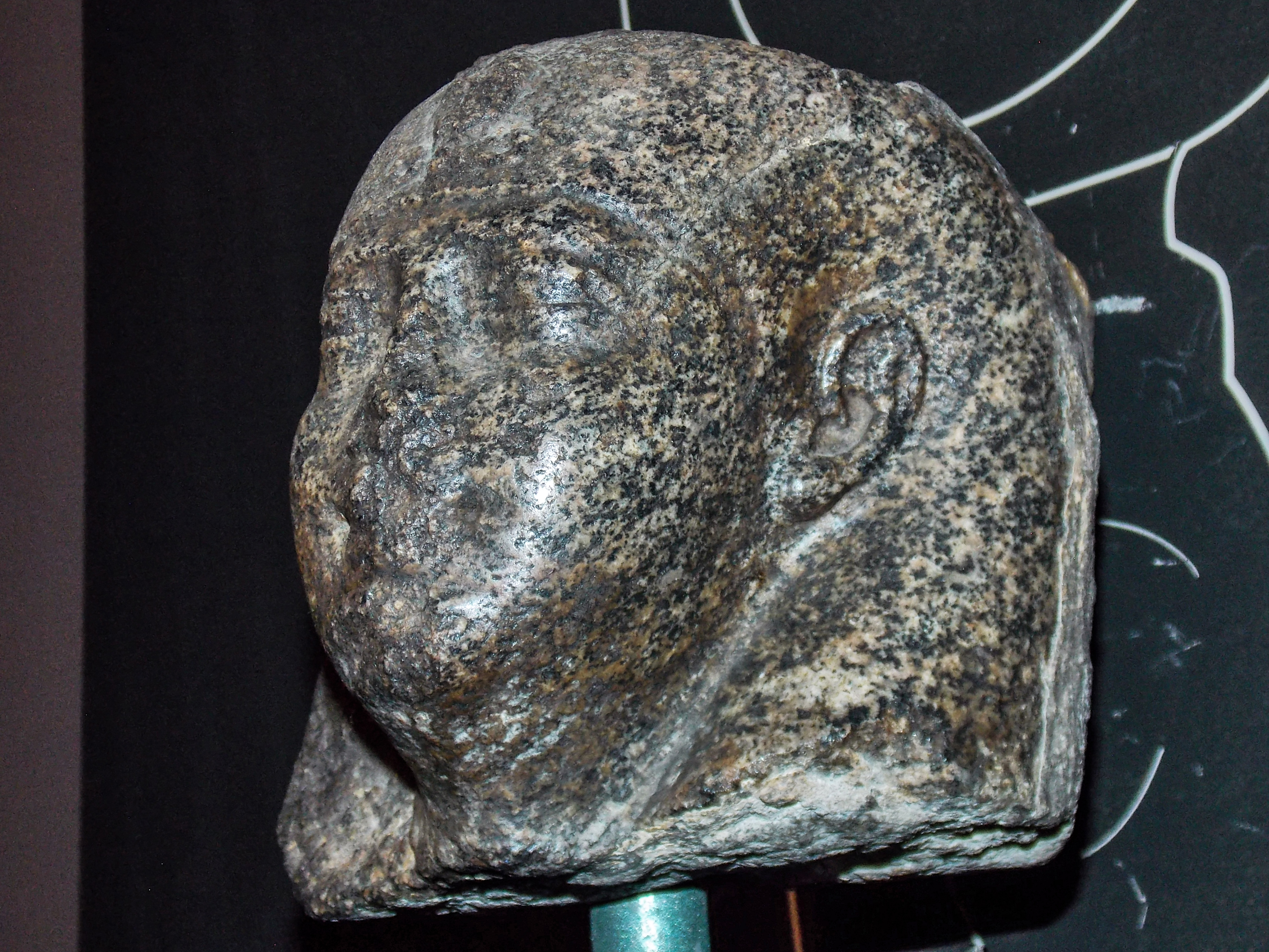
Tête d'Isis.

### Section médiévale
La partie la plus importante de la section est la salle de la Lombardie mineure (Langobardia Minor), dédiée à la période lombarde de Bénévent. On y trouve de nombreux vestiges architecturaux et des inscriptions en caractères paléochrétiens, ainsi que des épées et des haches de guerre, des outils de travail et des bijoux en or et argent.
Les monnaies de l'atelier princier sont conservées dans la salle des médailles, dans une section numismatique qui rassemble d'autres monnaies grecques, byzantines, papales et napolitaines.
Au premier étage, dans la Loggia dei Leoni, sont exposées des œuvres sculpturales et des fragments architecturaux romans, en particulier des pulvini et des chapiteaux. Au même étage, appuyée sur le portique du cloître, se trouve la terrasse des Armoiries.

### Section artistique

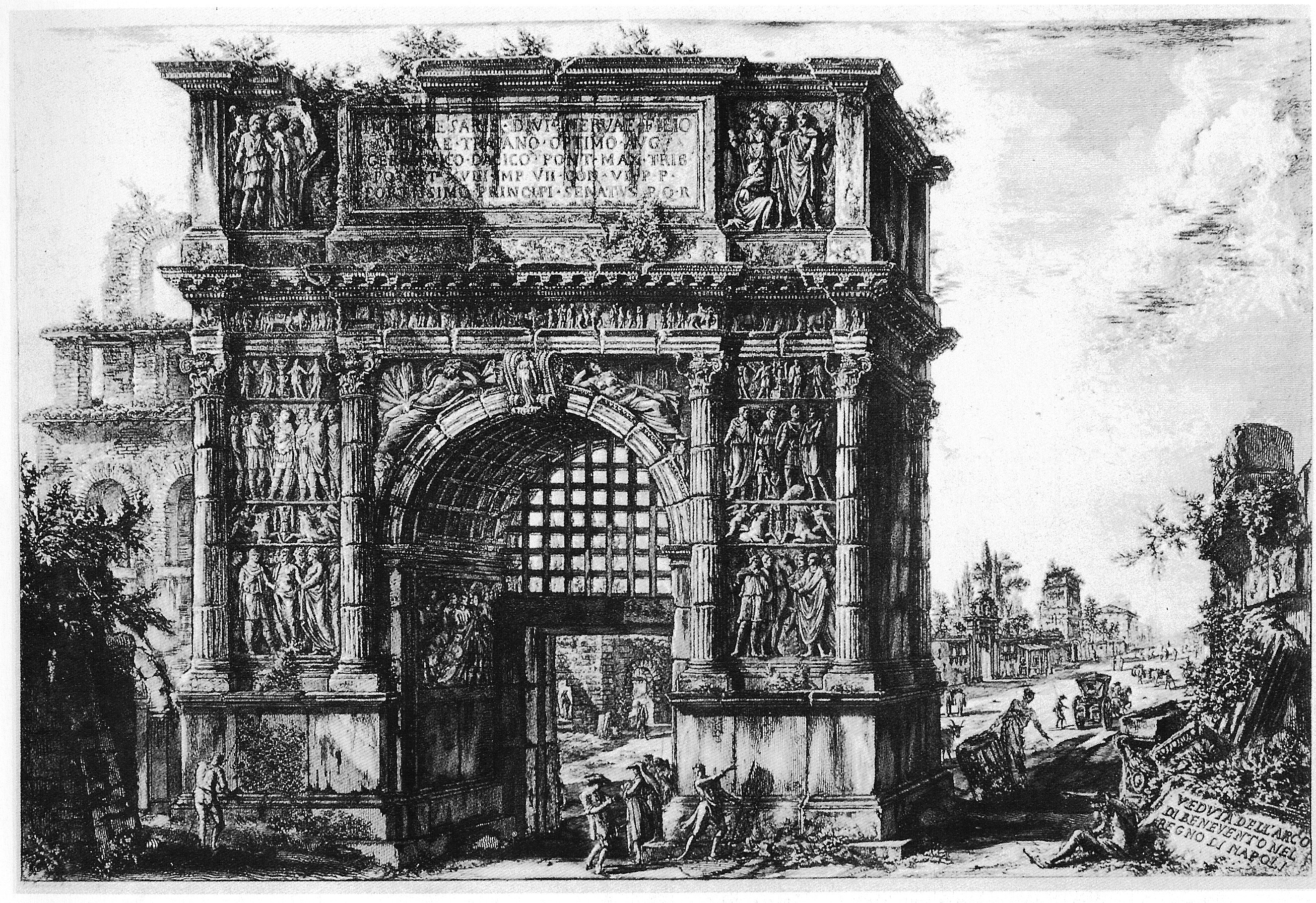
L'Arc de Trajan, par Piranèse, ca. 1750.

La section se compose principalement d'une pinacothèque qui rassemble des œuvres d'artistes principalement locaux. La Renaissance est représentée par le peintre Donato Piperno. La salle du Baroque, avec des œuvres de Luca Giordano, Paolo De Matteis, Carlo Maratta et Francesco Solimena, ornée de meubles et de céramiques d'époque, se concentre sur le XVIIe siècle napolitain. La salle du XVIIIe siècle présente l'œuvre d'Achille Vianelli, aquarelliste de l'école du Pausilippe. La salle du XXe siècle est dédiée aux œuvres figuratives de Corrado Cagli, Renato Guttuso, Mino Maccari, Emilio Greco, Antonio Del Donno et Francesco Messina. Un bas-relief de Pericle Fazzini représente La Danse des sorcières sous le noyer de Bénévent.
Le Cabinet des dessins et estampes conserve des dessins du XVIe au XIXe siècle, dont une copie de Léda de Léonard de Vinci par un Romain anonyme et une vue de l'arc de Trajan par Piranèse. Enfin, quelques ouvrages sur l'histoire locale ornent l'auditorium.

### Section historique

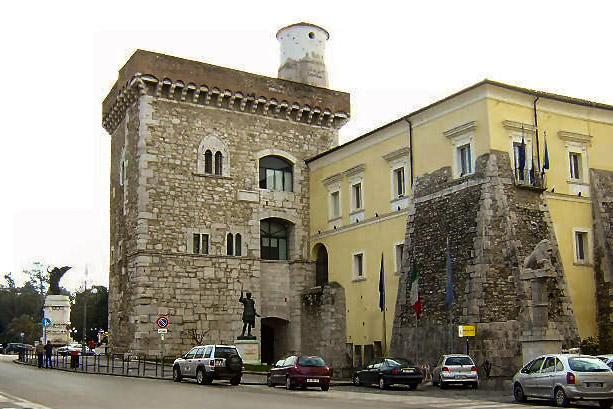
La tour de la Rocca dei Rettori accueille la section historique.

Installée dans la Rocca dei Rettori, la section historique retrace l'histoire de Bénévent à travers des documents officiels de l'époque et d'autres objets qui s'y réfèrent : parchemins de Falcone Beneventano, édits papaux, déclaration de prise de possession de Bénévent par Talleyrand, ensemble de bustes, gravures d'armes. Un accent particulier est mis sur le Risorgimento à Bénévent et sur les nationalistes samnites. Certaines chemises rouges sont conservées.
À l'étage se trouvent des objets de la tradition populaire des XVIIIe et XIXe siècles : vêtements, céramiques, ustensiles et une crèche du XVIIe siècle.

## Articles liés
- Temple d'Isis à Bénévent
- Rocca dei Rettori
- Église Sainte-Sophie de Bénévent